# Eulampia
Eulampia – imię żeńskie pochodzenia greckiego, składające się z członów εὐ („dobrze”) i λάμπη („światło”), mogące oznaczać „dobrze świecąca, świetlista”. 
Eulampia imieniny obchodzi 10 października, w dzień wspomnienia św. Eulampii z Nikomedii, wspominanej wraz z bratem, św. Eulampiuszem. 
Męski odpowiednik: Eulampiusz.
Odpowiedniki w innych językach:
- język angielski – Eulampia
- język hiszpański – Eulampia
- język rosyjski – Jewłampija (Евлампия), uproszcz. Łampieja (Лампея)
- język włoski – Eulampia

Postacie fikcyjne noszące imię Eulampia:
- Eulampia Nikołajewna-Kupawina, postać z Wilków i owiec Aleksandra Ostrowskiego
- Eulampia Romanowa, główna bohaterka cyklu powieść Darii Doncowej "Евлампия Романова. Следствие ведет дилетант"